# Tilen Nagode
Tilen Nagode (sinh 21 tháng 3 năm 1996) là một cầu thủ bóng đá Slovenia thi đấu cho Gorica.